# Eva von Oelreich
Eva von Oelreich, född Thölin den 22 september 1944, är en svensk ledare inom den humanitära rörelsen och tidigare ordförande i Svenska Röda Korset.

## Biografi
Eva von Oelreich tog filosofie kandidatexamen i filosofi, litteratur- och konsthistoria och filosofisk ämbetsexamen i engelska, franska och italienska vid Lunds universitet.
Hon var ansvarig chef för katastrofpolicy och katastrofberedskap i Internationella rödakors- och rödahalvmånefederationen (IFRC) i Genève, Schweiz, och var generalsekreterare för Steering Committee for Humanitarian Response (SCHR).
Mellan 2011 och 2013 var hon vice ordförande för Internationella rödakors- och rödahalvmånefederationen.
Hon var Svenska Röda Korsets ordförande 2011–2015 och ordförande för the Standing Commission of the Red Cross and Red Crescent 2015-2017.

## Utmärkelser
År 2015 tilldelades Eva von Oelreich den Uppgående solens orden av Kejsar Akihito av Japan, The Order of the Rising Sun, 3rd class, Gold Rays with Neck Ribbon, för sitt katastrofförebyggande arbete samt sitt bidrag till ökad förståelse för Japan.
Hon tilldelades Svenska läkare mot kärnvapens anti-atombombsdiplom 2016.